# Casa museo Renato Serra
Casa museo Renato Serra è un edificio museale situato in viale Giosuè Carducci 29 a Cesena, palazzo storico e casa natale di Renato Serra fino alla sua morte nel 1915.
La casa museo fa parte del Circuito delle case museo dei poeti e degli scrittori di Romagna.

## Storia e descrizione
La dimora è stata trasformata in museo nel 2008, grazie al Comune di Cesena e al sostegno della Banca di Cesena.
La casa museo, oltre ad onorare la memoria del personaggio della critica letteraria cesenate, conserva una testimonianza dello stile artistico culturale della Cesena a cavallo tra ottocento e novecento. Presenta infatti oltre ai suoi cimeli, degli arredi originali dell'epoca ed alcune opere degli artisti più rilevanti italiani e romagnoli di quel periodo.

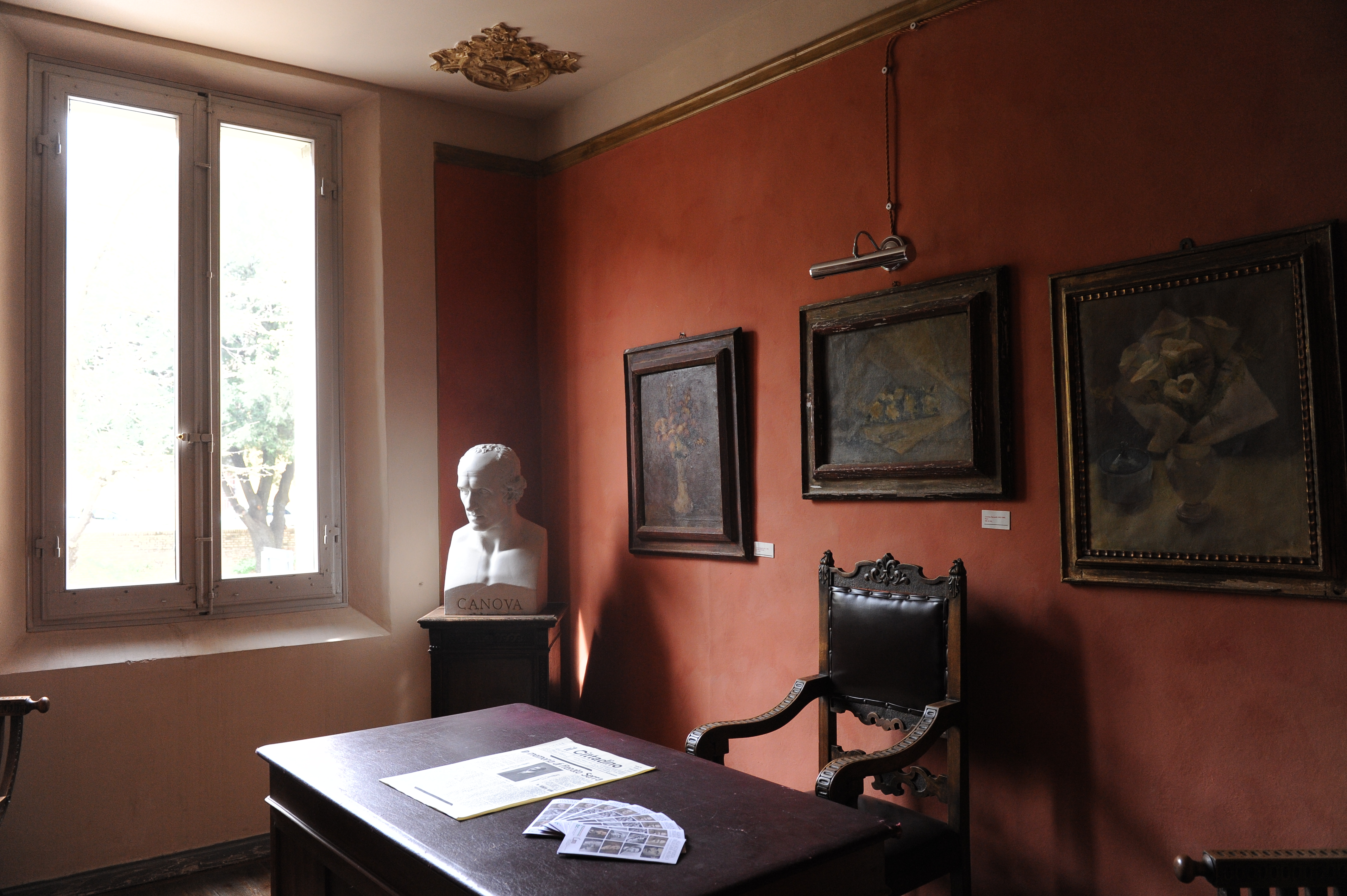
Studio di Renato Serra
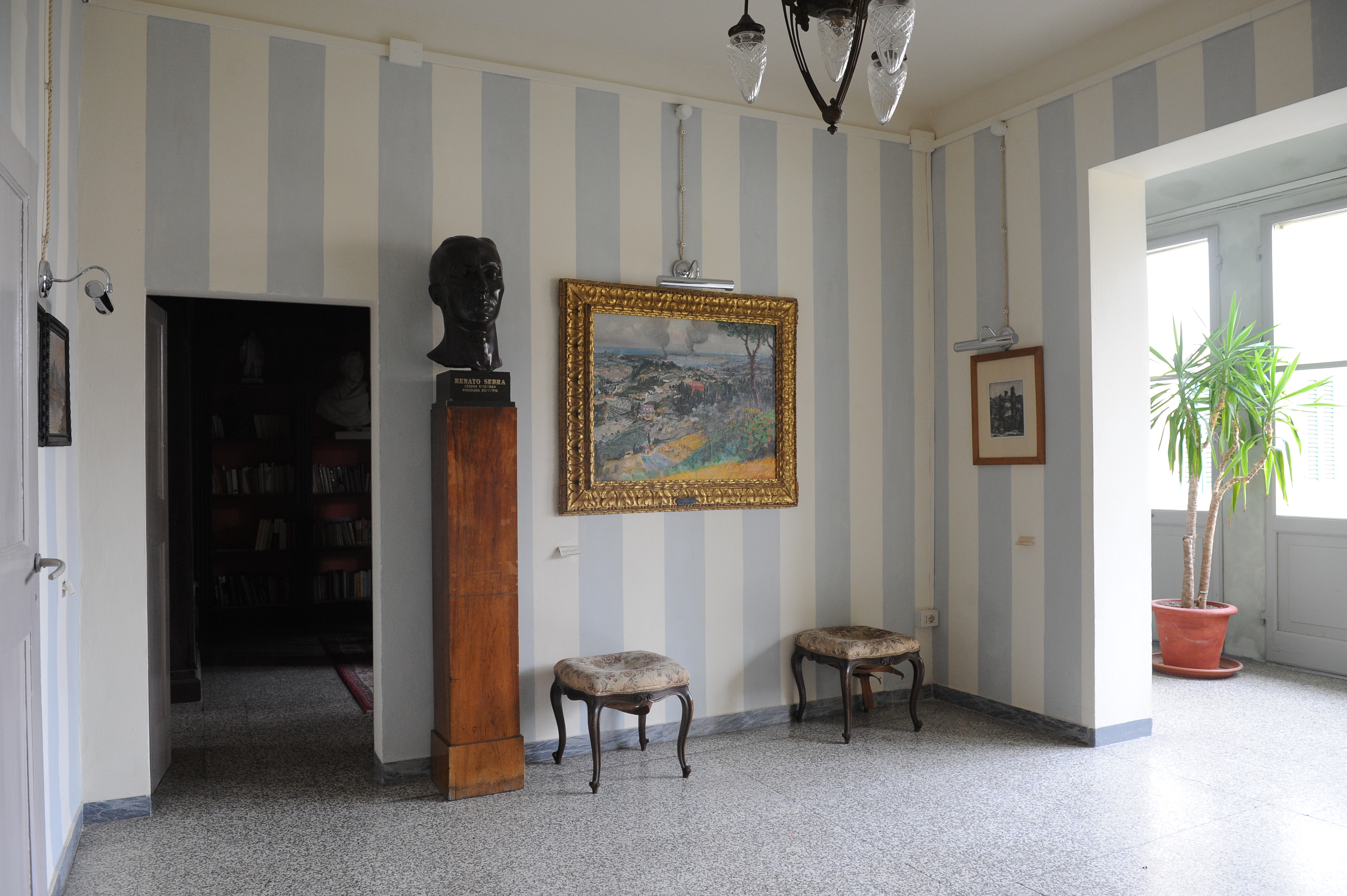
Stanza degli affetti